# 千户营乡
千户营乡是中国河北省邢台市隆尧县下辖的一个乡。

## 行政区划
千户营乡下辖千户营村、唐家庄村、徐麻营村、东王庄村、苏家庄村、国家庄村、赵家庄村、岳家庄村、王家场村、南鱼村、狮子疙瘩村、枣驼村、连仲村、东毛村、西毛村、苏庄村、舍落口村、陈家庄村、孔家庄村、杜家庄村、邢家营村。